# Merrill Hassenfeld Amphitheater
Das Merrill Hassenfeld Amphitheater im Südteil des Sultan-Beckens ist ein Freiluft-Veranstaltungsstätte im Tal Gehinnom, Jerusalem.
Die Veranstaltungsstätte wurde im Jahr 1981 errichtet und verfügte über eine Kapazität von rund 6.000 Plätzen für Konzerte und sonstige Veranstaltungen. Nach einer umfangreichen Renovierung im Jahr 1988, wurde die Zuschauerkapazität der Freiluftarena auf 10.000 Plätze erweitert. Das erste Konzert eines internationalen Musikers gab der Brite Eric Clapton am 13. Juli 1989 während seiner Journeyman World Tour. Nach dem Claptonkonzert im Jahr 1989, traten später auch weiter internationale Künstler wie BB King, Dizzy Gillespie und Dire Straits in den Amphitheater auf. Teile des Komplexes werden seit 2010 auch als Museum genutzt. Seit 2015 findet ebenfalls jährlich das „Jerusalem Opera Festival“ im Juni statt.